# NEUROD4
NEUROD4 (англ. Neuronal differentiation 4) – білок, який кодується однойменним геном, розташованим у людей на 12-й хромосомі. Довжина поліпептидного ланцюга білка становить 331 амінокислот, а молекулярна маса — 37 041.
| 10         |  | 20         |  | 30         |  | 40         |  | 50         |
| ---------- |  | ---------- |  | ---------- |  | ---------- |  | ---------- |
| MSKTFVKSKE |  | MGELVNTPSW |  | MDKGLGSQNE |  | VKEEESRPGT |  | YGMLSSLTEE |
| HDSIEEEEEE |  | EEDGEKPKRR |  | GPKKKKMTKA |  | RLERFRARRV |  | KANARERTRM |
| HGLNDALDNL |  | RRVMPCYSKT |  | QKLSKIETLR |  | LARNYIWALS |  | EVLETGQTPE |
| GKGFVEMLCK |  | GLSQPTSNLV |  | AGCLQLGPQS |  | VLLEKHEDKS |  | PICDSAISVH |
| NFNYQSPGLP |  | SPPYGHMETH |  | LLHLKPQVFK |  | SLGESSFGSH |  | LPDCSTPPYE |
| GPLTPPLSIS |  | GNFSLKQDGS |  | PDLEKSYSFM |  | PHYPSSSLSS |  | GHVHSTPFQA |
| GTPRYDVPID |  | MSYDSYPHHG |  | IGTQLNTVFT |  | E          |  |            |

A: Аланін

C: Цистеїн

D: Аспарагінова кислота

E: Глутамінова кислота

F: Фенілаланін

G: Гліцин

H: Гістидин

I: Ізолейцин

K: Лізин

L: Лейцин

M: Метіонін

N: Аспарагін

P: Пролін

Q: Глутамін

R: Аргінін

S: Серин

T: Треонін

V: Валін

W: Триптофан

Кодований геном білок за функціями належить до активаторів, білків розвитку, фосфопротеїнів. 
Задіяний у таких біологічних процесах, як транскрипція, регуляція транскрипції, диференціація клітин, нейрогенез. 
Білок має сайт для зв'язування з ДНК. 
Локалізований у ядрі.